# はやて東京フリーきっぷ
はやて東京フリーきっぷ（はやてとうきょうフリーきっぷ）とは、東日本旅客鉄道（JR東日本）盛岡支社・秋田支社が発売していた、青森・八戸・弘前地区と首都圏を往復し、かつ首都圏が有効期間乗り放題となる特別企画乗車券（「トクトクきっぷ」）である。

## 概要

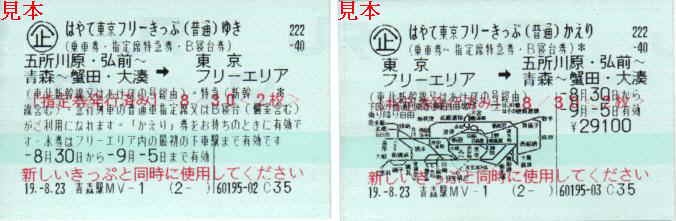
はやて東京フリーきっぷ 普通車用　青森発　（マルス発行）

- 蟹田・五所川原・弘前〜青森〜野辺地〜大湊発、三沢発、八戸〜鮫発、二戸発、いわて沼宮内発が設定され、それぞれ普通車用とグリーン車用がある。
- 経路は、東北本線・東北新幹線経由のみ。普通車用は特急列車の普通車指定席、グリーン車用は特急列車のグリーン車指定席が利用できる。また蟹田・五所川原・弘前〜青森〜野辺地〜大湊発に限り、寝台特急「あけぼの」のB寝台（ソロを含む）が利用できる。
- 繁忙期を含む連続した7日間有効。 往路の乗車日（往路）の1か月前からで発売する。
- 指定列車変更は指定列車発車時刻までに往復それぞれ1回だけ可能。
- フリー区間以外で途中下車はできない。
- 往路券は出発駅からフリーエリア内での最初の出場駅まで使用する。
- 往路券回収以降は復路券を帰路駅まで使用する。なお、東京フリー区間内では復路券を使用することで乗り放題となる。

## 沿革
- 1990年代 - 東京マイティ往復割引乗車券として発売開始。青森〜野辺地〜大湊発、三沢〜八戸〜鮫発、五所川原〜弘前〜津軽新城発の3種類が設定される。

利用できる設備・経路は発地ごとに異なっていた。
青森〜野辺地〜大湊発は、東北本線（東北新幹線）経由で特急列車のグリーン席、特急・新幹線の普通車指定席の乗り継ぎか、寝台特急「はくつる」「あけぼの」のB寝台（あけぼのソロを含む）。
三沢〜八戸〜鮫発、東北本線（東北新幹線）経由で特急列車のグリーン席、特急・新幹線の普通車指定席の乗り継ぎか、寝台特急「はくつる」のB寝台。なお三戸・二戸・一戸からの乗車でも割安であったため、内方乗車を認めていた。
五所川原〜弘前〜津軽新城発は、奥羽線・青森・東北線経由、奥羽線・秋田・秋田新幹線経由、奥羽線・羽越線・上越新幹線経由、奥羽線・山形新幹線経由、花輪線・東北線経由、羽越線・陸羽西線・山形新幹線経由、奥羽線・仙山線・東北線経由のいずれかが利用でき、特急列車のグリーン席、特急・新幹線の普通車指定席が利用できた。また寝台特急「はくつる」「あけぼの」「北斗星2号」のB寝台（あけぼのソロを含む）も利用可能であった。
- 2001年12月1日 - 発地ごとに名称変更され、それぞれ青森・東京フリーきっぷ、八戸・東京フリーきっぷ、弘前・東京フリーきっぷとなる。東京マイティに東京フリー区間が追加された形となる。
- 2002年3月 - グリーン車用が登場。また弘前〜青森発の東京たび割7きっぷが登場する（往路は、はつかり2号〜やまびこ4号、スーパーはつかり4号〜やまびこ6号に限定。東北新幹線八戸開業後は、つがる2号〜はやて2号、つがる6号〜はやて6号となる）。
- 2002年12月1日 - 「弘前・東京フリーきっぷ」と「ヨーデル&やまびこきっぷ」と統合して、弘前・東京2WAYフリーきっぷとなる。ただし経路は奥羽線・青森・東北線・東北新幹線経由、ヨーデル号・盛岡・東北線経由のいずれかか、寝台特急「あけぼの」のB寝台（ソロを含む）に限られる。また青森・東京フリーきっぷの発地エリアが五所川原〜弘前〜青森〜野辺地〜大湊発に拡大。青森・東京フリーきっぷ、八戸・東京フリーきっぷ普通車用での特急列車グリーン車利用ができなくなる。
- 2003年10月1日 - 東京たび割7きっぷがおはよう東京フリーきっぷに改称され、乗車日の前日までの発売となる。
- 2004年頃 - 青森・東京フリーきっぷ、八戸・東京フリーきっぷが、はやて東京フリーきっぷに改称、同時に寝台特急「あけぼの」の利用ができなくなる。
- 2006年10月1日 - おはよう東京フリーきっぷ、弘前・東京2WAYフリーきっぷ廃止。新に五所川原〜弘前〜津軽新城発、二戸発、いわて沼宮内発を設定。また一部区間で値下げを実施。五所川原〜弘前〜青森〜野辺地〜大湊発のエリアが蟹田まで拡大、三沢〜八戸〜鮫発が三沢発と八戸〜鮫発に分離される。
- 2010年11月27日 - この日をもって発売終了。
- 2010年12月3日 - この日をもって廃止。

## 発売箇所
- 盛岡支社
  - みどりの窓口設置駅
  - びゅうプラザ
  - 駅旅行センター
  - 青森駅・三沢駅・八戸駅の指定席券売機（設置駅発の商品のみ購入可能）
- 秋田支社津軽地区
  - 弘前駅・川部駅・浪岡駅・津軽新城駅・深浦駅・鰺ケ沢駅・板柳駅のみどりの窓口
  - 五所川原駅のもしもし券売機Kaeruくん
  - 弘前駅の指定席券売機（設置駅発の商品のみ購入可能）
  - びゅうプラザ弘前・五所川原
- 青森・岩手県内の主な旅行会社